# Bredestads socken
Bredestads socken i Småland ingick i Norra Vedbo härad, ingår sedan 1971 i Aneby kommun i Jönköpings län och motsvarar från 2016 Bredestads distrikt.
Socknens areal är 30,52 kvadratkilometer, varav land 29,52. År 2000 fanns här 2 225 invånare. Huvuddelen av tätorten Aneby samt kyrkbyn Bredestad med sockenkyrkan Bredestads kyrka ligger i denna socken. 

## Administrativ historik
Bredestads socken har medeltida ursprung.
Vid kommunreformen 1862 övergick socknens ansvar för de kyrkliga frågorna till Bredestads församling och för de borgerliga frågorna till Bredestads landskommun. Denna senare utökades 1952 och uppgick 1967  i Aneby landskommun som 1971 ombildades till Aneby kommun. Församlingen uppgick 1 januari 2006 i Aneby församling.
1 januari 2016 inrättades distriktet Bredestad, med samma omfattning som församlingen hade 1999/2000.
Socknen har tillhört samma fögderier och domsagor som Norra Vedbo härad. De indelta soldaterna tillhörde Jönköpings regemente, Norra Vedbo kompani och Smålands husarregemente, Livskvadronen, Livkompanit.

## Geografi
Bredestads socken ligger öster om Aneby kring Svartån söder om Ralängen. Socknen består av dalgångsbygd utmed ån och utanför denna av en höglänt skogsbygd med höjder som når 319 meter över havet.

## Fornlämningar

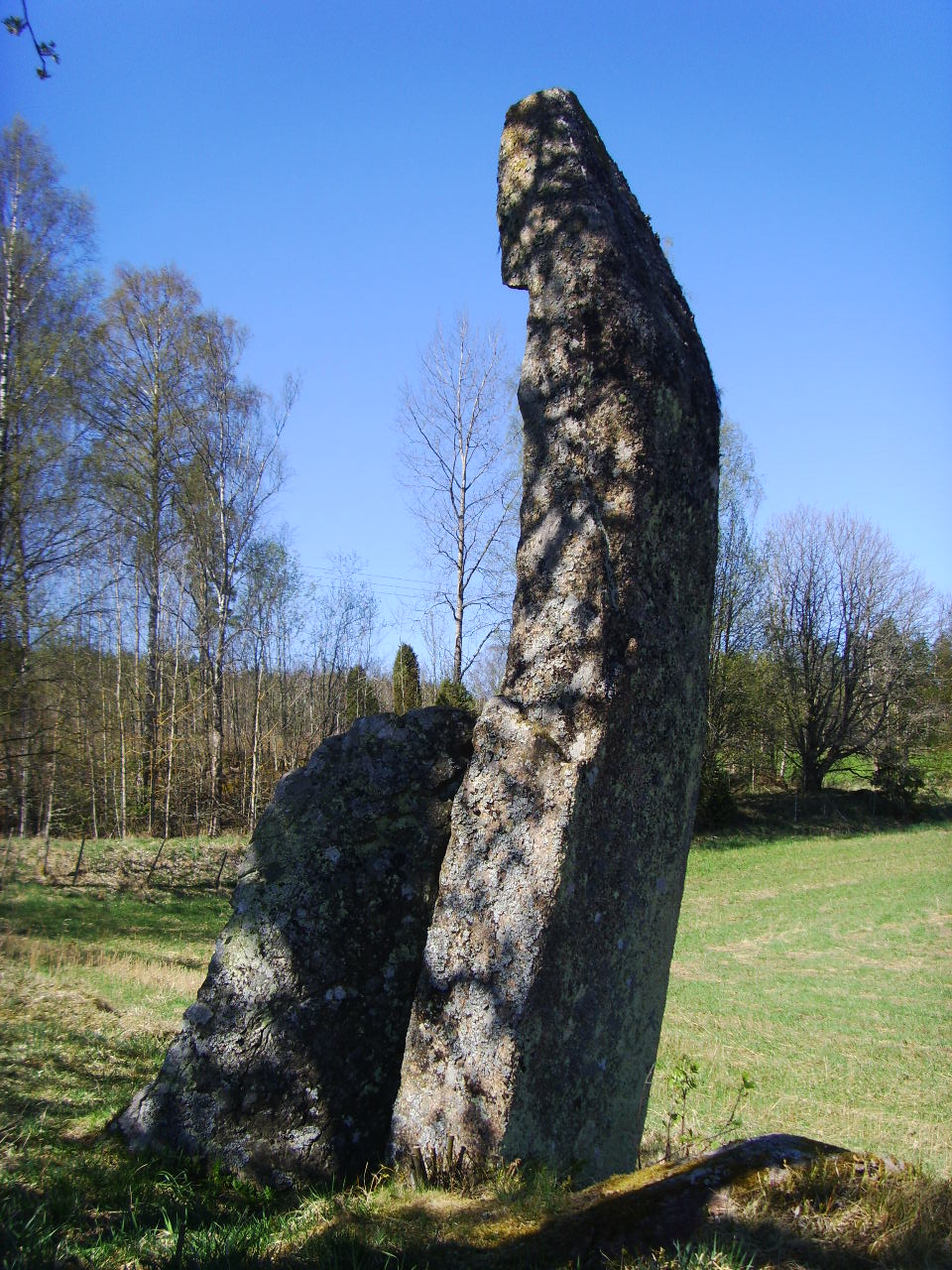
Fallossymbolen i Bredestad

Här finns några gravrösen från bronsåldern och några järnåldersgravfält med stensättningar, domarringar och fallossymbolen i Bredestad. En runristning är funnen vid Gästgivaregården vid kyrkan.

## Namnet
Namnet (1300 Bredhestadhum) kommer från kyrkbyn. Förleden är bred, och efterleden är sta(d), 'ställe'.

### Fotnoter
1. 1 2  Svensk Uppslagsbok andra upplagan 1947–1955: Bredestad socken
2. 1 2  Harlén, Hans; Harlén Eivy (2003). Sverige från A till Ö: geografisk-historisk uppslagsbok. Stockholm: Kommentus. Libris 9337075. ISBN 91-7345-139-8
3. ↑  ”Församlingar”. Statistiska centralbyrån. https://www.scb.se/hitta-statistik/regional-statistik-och-kartor/regionala-indelningar/forsamlingar/. Läst 30 december 2022.
4. ↑  Administrativ historik för Bredestad socken (Klicka på församlingsposten). Källa: Nationella arkivdatabasen, Riksarkivet.
5. ↑  Indelta soldater, torp och rotar i Jönköpings län Arkiverad 24 januari 2012 hämtat från the Wayback Machine. Jönköpingsbygdens Genealogiska Förening
6. 1 2  Sjögren, Otto (1931). Sverige geografisk beskrivning del 2 Östergötlands, Jönköpings, Kronobergs, Kalmar och Gotlands län. Stockholm: Wahlström & Widstrand. Libris 9939
7. 1 2 3  Nationalencyklopedin
8. ↑  Fornlämningar, Statens historiska museum: Bredestads socken
9. ↑  Fornminnesregistret, Riksantikvarieämbetet: Bredestads socken Fornminnen i socknen erhålls på kartan genom att skriva in sockennamn (utan "socken") i "Ange geografiskt område"
10. ↑  Mats Wahlberg, red (2003). Svenskt ortnamnslexikon. Uppsala: Institutet för språk och folkminnen. Libris 8998039. ISBN 91-7229-020-X. https://isof.diva-portal.org/smash/get/diva2:1175717/FULLTEXT02.pdf